# Smilax luzonensis
Smilax luzonensis là một loài thực vật có hoa trong họ Smilacaceae. Loài này được C.Presl miêu tả khoa học đầu tiên năm 1827.